# Danzón no 2
La Danzón no 2 est une œuvre musicale pour orchestre symphonique du compositeur mexicain Arturo Márquez, créée le 5 mars 1994,,,. Influencée par le danzón, les rythmes populaires et la musique de concert mexicaine, cette pièce est la plus remarquable de la série de neuf pièces du même nom et elle entre au répertoire de nombreux orchestres mexicains et du reste du monde,,. Le gouvernement mexicain a reconnu Danzón nº2, pour son vingtième anniversaire, comme la deuxième œuvre de concert mexicaine la plus connue derrière Huapango de José Pablo Moncayo,. Le critique Aurelio Tello la qualifie comme « l'un des visages les plus authentiques de la musique mexicaine actuelle,. »

## Histoire
L’œuvre est une commande de la Dirección de Actividades Musicales de l'Université nationale autonome du Mexique (UNAM). Elle est créée le 5 mars 1994 dans la salle Nezahualcoyotl du Centre Culturel Universitaire par l'Orchestre Philharmonique de l'UNAM (OFUNAM) dirigé par Francisco Savín. Arturo Márquez l'a conçue « pendant un voyage à Malinalco avec le peintre Andrés Fonseca et la ballerine Irene Martínez, » tous deux amoureux des danses de salon mexicaines et du danzón lui-même. Ces derniers, pour collaborer à la conception de la pièce, sont allés avec le compositeur à Veracruz où le danzón est traditionnel, ainsi qu'au Salón Colonia à Mexico,. Márquez a beaucoup écouté cette musique, très populaire au Mexique durant les années 1950 avec des enregistrements d'Acerina (es). Son intention était de capturer la conjonction du rythme musical et de la danse qui l'accompagne :
« Trata de acercarse lo más posible a la danza, a sus melodías nostálgicas, a sus ritmos montunos, y aun cuando profana su intimidad, su forma y su lenguaje armónico, es una manera personal de expresar mi respeto y emotividad hacia la verdadera música popular. »
— Arturo Márquez
        
« Il tente de se rapprocher le plus possible de la danse, de ses mélodies nostalgiques, de ses rythmes montuno, et même s'il profane son intimité, sa forme et son langage harmonique, c'est une manière personnelle d'exprimer mon respect et mon émotion pour la vraie musique populaire. »
Cette composition est un tournant dans la carrière du compositeur. La composition a lieu dans un contexte de désirs d'espoirs et de changements après le soulèvement zapatiste :
« Fue un gran encuentro de las cosas que me pasaban en el momento en que la escribí y lo que ocurría a mi alrededor. Es un resumen; tiene que ver con muchas cosas en las que afortunadamente todavía creo, como la justicia. En mi carrera como compositor es un parteaguas. Encontré muchas cosas con esta obra. Es una manera bastante expresiva de hacer música, de expresarse por medio del arte. Básicamente es eso. »
— Arturo Márquez
        
« C'était une grande rencontre entre les choses qui m'arrivaient à l'époque où je l'ai écrit et ce qui se passait autour de moi. C'est un résumé ; il traite de nombreuses choses auxquelles, heureusement, je crois encore, comme la justice. Dans ma carrière de compositeur, c'est un tournant. J'ai trouvé beaucoup de choses dans cette pièce. C'est une façon très expressive de faire de la musique, de s'exprimer à travers l'art. C'est essentiellement cela. »
La Danzón n°2 est dédiée à Lily Márquez, fille du compositeur. Selon l'auteur, il avait déjà exposé certaines idées présentes dans cette œuvre dans une œuvre plus ancienne de 1993, Paisajes bajo el signo de Cosmos
Un court métrage réalisé en 2009 par le cinéaste mexicain Guillermo Ortiz Pichardo, utilise la pièce comme principal dispositif narratif, à la manière du Fantasia de Disney. Il se déroule à Mexico dans les années 1940, l'âge d'or du danzón, et le style est un hommage au cinéma mexicain de l'époque. Le film met en scène Arturo Márquez dans un caméo en tant que pianiste de la salle de danse. Il a été créé au 8e Festival du film de Morelia dans le cadre de sa programmation officielle.
La pièce est incluse dans la série télévisée Web Mozart in the Jungle dans la saison deux, épisode six. Un orchestre de jeunes de Mexico le joue sous la direction de Rodrigo De Souza (un personnage basé sur Gustavo Dudamel), jeune chef talentueux et ancien membre de l'orchestre de jeunes.

## Structure musicale
Márquez a eu un changement créatif dans la composition de ses Danzones, essayant de renouveler son propre langage, passant d'une musique plus avant-gardiste à un dialogue entre les rythmes populaires et la musique de concert. Comme le fait remarquer le musicien dominicain Antonio Gómez-Sotolongo, « Danzón est une œuvre symphonique et non l'arrangement symphonique d'un danzón. »
| Structure   | A                                   | B                                                                     | C                                                              | D                                                                     | E                                                                           | F                    | G                                                          |
| ----------- | ----------------------------------- | --------------------------------------------------------------------- | -------------------------------------------------------------- | --------------------------------------------------------------------- | --------------------------------------------------------------------------- | -------------------- | ---------------------------------------------------------- |
| Mesures     | 1-33                                | 34-52                                                                 | 52-74                                                          | 74-93                                                                 | 94-111                                                                      | 112-121              | 121-164                                                    |
| Tonalité    | La mineur                           | Ré mineur                                                             | Fa# mineur                                                     | Mi mineur                                                             | La mineur                                                                   | La mineur            | La mineur                                                  |
| Instruments | Flûte 1 Cordes Guitare 1 et 2 Piano | Flûtes 1 et 2 Güiro Xylophone et marimba Guitares 1 et 2 Cordes Piano | Flûtes 1 et 2 Xylophones Guitares 1 et 2 Cordes Piano Timbales | Flûtes 1 et 2 Xylophone et marimba Guitares 1 et 2 Cordes Piano Güiro | Flûtes 1 et 2 Xylophone et marimba Guitares 1 et 2 Cordes Piano Percussions | Flûte 1 Cordes Piano | Flûtes 1 et 2 Xylophone et marimba Guitares Piano Timbales |
| Texture     | Homophonie                          | Hétérophonie                                                          | Homophonie                                                     | Homophonie                                                            | Polyphonie verticale                                                        | Homophonie           | Contrepoint                                                |

| Structure   | Pont        | A1                   | B1                                                          | H                                                | C1                                                                          | C11                                                               | D1                                                                    |
| ----------- | ----------- | -------------------- | ----------------------------------------------------------- | ------------------------------------------------ | --------------------------------------------------------------------------- | ----------------------------------------------------------------- | --------------------------------------------------------------------- |
| Mesures     | 164-167     | 168-183              | 184-198                                                     | 198-219                                          | 220-256                                                                     | 256-280                                                           | 280-299                                                               |
| Tonalité    | Sol mineur  | Mi mineur            | Mi mineur                                                   | Mi mineur                                        | Ré mineur                                                                   | Ré mineur                                                         | Ré mineur                                                             |
| Instruments | Clefs Piano | Flûte 2 Cordes Piano | Flûtes 1 et 2 Xylophones Guitares 1 et 2 Cordes Piano Güiro | Flûtes 1 et 2 Guitares 1 et 2 Cordes Piano Clefs | Flûtes 1 et 2 Xylophone et marimba Guitares 1 et 2 Cordes Piano Percussions | Flûtes 1 et 2 Xylophone et marimba Cordes Piano Guitares Timbales | Flûtes 1 et 2 Xylophone et marimba Guitares 1 et 2 Piano Cordes Güiro |
| Texture     | Homophonie  | Homophonie           | Homophonie                                                  | Contrepoint                                      | Homophonie                                                                  | Homophonie                                                        | Homophonie                                                            |

| Structure   | E                                                                           | F                          | E1                                                                    | FIN                                                            |
| ----------- | --------------------------------------------------------------------------- | -------------------------- | --------------------------------------------------------------------- | -------------------------------------------------------------- |
| Mesures     | 300-318                                                                     | 318-328                    | 329-345                                                               | 345-361                                                        |
| Tonalité    | La mineur                                                                   | La mineur                  | Ré mineur                                                             | Ré mineur                                                      |
| Instruments | Flûtes 1 et 2 Xylophone et marimba Guitares 1 et 2 Cordes Piano Percussions | Flûtes 1 et 2 Cordes Piano | Flûtes 1 et 2 Xylophone et marimba Guitares 1 et 2 Cordes Piano Güiro | Flûtes 1 et 2 Xylophone et marimba Guitares 1 et 2 Piano Güiro |
| Texture     | Polyphonie verticale                                                        | Hétérophonie               |                                                                       |                                                                |

## Enregistrements
- Orquesta Filarmónica de la UNAM, création (1994). Música Sinfónica Mexicana (1995, Urtext), dirigé par Ronald Zollman (es).
- Orchestre symphonique de Singapour. Stucky: Dreamwaltzes / Chen: Duo Ye / Kilar: Krzesany (2004)
- Orchestre symphonique Simón Bolívar, dirigé par Gustavo Dudamel (2008). Fiesta (2004, Deutsche Grammophon), Discoveries (2012, Deutsche Grammophon).
- Orquesta Mexicana de las Artes. El danzón según Márquez (2006, Mozaic Editions)
- Philharmonic Orchestra of the Americas, dirigé par Alondra de la Parra (2010). Mi alma mexicana (2010)
- Cuarteto de Guitarras de la Ciudad de México. Sones y danzones de buena madera (2014).
- Simon Ghraichy, transcription pour piano. Heritages (2017, Deutsche Grammophon)